# Roma Porta San Paolo
Roma Porta San Paolo (wł: Roma Porta San Paolo) – stacja początkowa kolei Rzym-Ostia, w Rzymie, w regionie Lacjum, we Włoszech. 
W pobliżu znajduje się stacja kolejowa Roma Ostiense i stacja metra Piramide. Posiada 4 perony.
| Roma Porta San Paolo |  |                    |
| Linia Rzym - Lido    |  |                    |
|                      |  | Basilica San Paolo |